# Luigi Rossi (1867-1941)
Pour les articles homonymes, voir Luigi Rossi (homonymie) et Rossi.
Luigi Rossi (Vérone, 29 avril 1867 - Rome, 29 octobre 1941) est un avocat, juriste et homme politique italien.

## Biographie
Professeur de droit constitutionnel à l'université de Bologne, il est d'abord chargé de cours libre (à partir de 1890), puis chargé de cours sur rendez-vous à partir de l'année suivante, avant de devenir professeur titulaire en 1899.
Il est élu député de la circonscription de Vérone dans les XXIIe, XXIIIe, XXIVe, XXVe, XXVIe législatures du royaume d'Italie ; politiquement, il fait partie des libéraux modérés. Après avoir également enseigné à l'université de Rome, il est sous-secrétaire au ministère de l'éducation.
Il est également ministre des Colonies dans le premier gouvernement Nitti et dans le cinquième gouvernement Giolitti en 1919-21, et ministre de la Grâce et de la Justice dans le premier gouvernement Facta en 1922.
En tant que ministre des Colonies du gouvernement Giolitti, il signe une convention par laquelle les forces insurgées arabes reconnaissent la souveraineté italienne sur la Tripolitaine et la Cyrénaïque en échange d'une large autonomie dans la zone directement contrôlée par leur chef Ahmed El Senussi. Cet accord entraîne une pacification temporaire de la colonie, jusqu'à ce que Mussolini le dénonce et rouvre le conflit avec les forces indigènes.
Ayant abandonné la politique active, il retourne à l'enseignement en 1925 et est l'un des fondateurs de la Faculté des sciences politiques de l'Université de Rome, où il occupe la chaire de droit public comparé.

## Théorie du droit
Il élabore le concept de l'élasticité du Statut albertin (Statuto albertino) : "par élasticité j'entends la conformation caractéristique d'une Charte constitutionnelle, qui s'adapte facilement aux besoins variables des temps et des circonstances, parce que ses formules synthétiques et génériques laissent une large place à leur développement et à leur intégration, à travers des lois constitutionnelles particulières, des coutumes et des interprétations diverses". À l'ère d'une Constitution flexible, "il va toutefois au-delà de la tradition. Nous sommes en 1939, une période cruciale pour le droit public italien. Deux ans plus tard, Costantino Mortati a imprimé La Costituzione in senso materiale. En fait, Rossi anticipe un thème qui sera largement développé après l'entrée en vigueur de la Constitution de 1948".

## Distinctions honorifiques
Chevalier grand-croix décoré du grand cordon de l'ordre colonial de l'Étoile d'Italie - arrêté royal du 25 novembre 1920.

## Sources
- (it) Cet article est partiellement ou en totalité issu de l’article de Wikipédia en italien intitulé « Luigi Rossi (1867-1941) » (voir la liste des auteurs).